# Euryades
Euryades es un género de mariposas de la familia Papilionidae.

## Diversidad
Existen 2 especies reconocidas en el género; tienen distribución neotropical.

## Taxonomía y Sistemática
El género Euryades está clasificado en la tribu Troidini de la subfamilia Papilioninae. Según un análisis filogenético reciente basado en dos genes mitocondriales y uno nuclear, Euryades estaría más cercanamente relacionado con el género Parides.

## Plantas hospederas
Las especies del género Euryades se alimentan de plantas de la familia Aristolochiaceae. Las plantas hospederas reportadas incluyen el género Aristolochia.